# Jeremy Silman
Jeremy Silman (28 de agosto de 1954-21 de septiembre de 2023) fue un Maestro Internacional estadounidense de ajedrez. Ganó el campeonato de ajedrez abierto de EE. UU., el Open Americano y el Open Nacional. En el pasado fue entrenador del equipo nacional de ajedrez junior de EE. UU. es autor de más de treinta y cinco libros.
Jeremy Silman enunció un principio fácil de retener: es necesario atacar siempre hacia el lado al que apunta nuestra cadena de peones.

## Libros
- Cómo Reconsiderar tu Ajedrez
- La Mente del Amateur: Convirtiendo Malentendidos Ajedrecísticos en Maestría Ajedrecística
- El Libro Completo de la Estrategia de Ajedrez
- Reconsidera tu cuaderno de trabajo de ajedrez
- Pal Benko: Mi Vida, Partidas y Composiciones, 2004, Siles Press. Con Pal Benko y John L. Watson
- Curso de Finales Completo de Silman: Desde Principiante Hasta Maestro, (Silman´s complete endgame curse), 2007, Los Angeles, Siles Press, ISBN 1-890085-10-3 o ISBN 978-1-890085-10-0 .